# Rammtopparna
Rammtopparna är en fiktiv plats skapad av Terry Pratchett.

## Geografi
Rammtopparna ligger på Den Namnlösa Kontinenten (även XXXX). Det tillhör Lanker och ligger ganska nära mitten av Skivan. De mest kända häxorna, Esmeralda Vädervax, Agnes Nitt, Tiffany Ledbruten och Gytha Ogg bor där. Rammtopparna är kända för sina hårda vintrar. Kritmarkerna ligger i Rammtopparna, en plats där större delen av handlingen i Små blå män utspelar sig. 
Rammtopparna är också känt som en plats där fantasin får liv och existerar på riktigt, några exempel är huvudlösa män till häst och vandrande träd. De som styr Rammtopparna är kung Verence och drottning Viväcka Vitlöök.  